# 約翰·贊臣
約翰·贊臣（丹麥語：John "Faxe" Jensen，1965年5月3日—）是一名前丹麥中場球員。

## 國家隊生涯
1986年9月24日，約翰·贊臣在丹麥主場對西德的友誼賽以後備身份首度為國家隊上陣。
他在國家隊最重要的時刻，要數1992年歐洲國家盃決賽，於19分鐘首開紀錄，助丹麥最終以2:0擊敗德國，成功封王。

## 國家隊入球
所有比分以丹麥入球先行。
| # | 日期           | 場地           | 對手       | 入球 | 賽果 | 賽事                   |
| - | -------------- | -------------- | ---------- | ---- | ---- | ---------------------- |
| 1 | 1987年6月10日  | 奧爾堡，丹麥   | 羅馬尼亞   | 7-0  | 8-0  | 1988年奧運足球外圍賽   |
| 2 | 1992年6月26日  | 哥德堡，瑞典   | 瑞典       | 1-0  | 2-0  | 1992年歐洲國家盃決賽   |
| 3 | 1993年6月2日   | 哥本哈根，丹麥 | 阿尔巴尼亚 | 1-0  | 4-0  | 1994年世界盃外圍賽     |
| 4 | 1994年10月12日 | 哥本哈根，丹麥 | 比利时     | 1-0  | 4-0  | 1996年歐洲國家盃外圍賽 |

## 榮譽
球員時代
邦比
- 丹麥超級聯賽冠軍 (7): 1987, 1988, 1990, 1991, 1995-96, 1996-97, 1997-98
- 丹麥盃冠軍: 1998

阿仙奴
- 英格蘭聯賽盃冠軍: 1992-93
- 英格蘭足總盃冠軍: 1992-93
- 歐洲盃賽冠軍盃冠軍: 1993-94

丹麥國家隊
- 歐洲國家盃冠軍： 1992

個人
- 丹麥足球先生: 1987
- 丹麥盃最佳球員: 1998[2]

領隊時代
Herfølge Boldklub
- 丹麥超級聯賽冠軍： 1999-2000

邦比
- 丹麥超級聯賽冠軍： 2004-2005

個人
- 丹麥最佳領隊: 2000